# Helmut Noll
Helmut Noll (n. 27 iunie 1934, Vegesack, Bremen, Germania – d. 27 noiembrie 2018, Bremen, Germania) a fost un timonier german, medaliat olimpic. A participat la o ediție a Jocurilor Olimpice (1952) în care a câștigat o medalie de argint.

## Participări
Lista de mai jos prezintă principalele competiții la care a participat Helmut Noll de-a lungul carierei.
- rowing at the 1952 Summer Olympics – men's coxed pair[*][3]